# Bisharatganj
Bisharatganj è una suddivisione dell'India, classificata come nagar panchayat, di 12.980 abitanti, situata nel distretto di Bareilly, nello stato federato dell'Uttar Pradesh. In base al numero di abitanti la città rientra nella classe IV (da 10.000 a 19.999 persone).

## Geografia fisica
La città è situata a 28° 18' 35 N e 79° 16' 01 E.

## Società

### Evoluzione demografica
Al censimento del 2001 la popolazione di Bisharatganj assommava a 12.980 persone, delle quali 6.761 maschi e 6.219 femmine. I bambini di età inferiore o uguale ai sei anni assommavano a 2.816, dei quali 1.506 maschi e 1.310 femmine. Infine, coloro che erano in grado di saper almeno leggere e scrivere erano 4.636, dei quali 3.056 maschi e 1.580 femmine.